# Chorvatská liga ledního hokeje 2009/2010
Chorvatská liga ledního hokeje 2009/10 byla devatenáctou sezónou Chorvatské hokejové ligy v Chorvatsku, které se zúčastnily celkem 4 týmy. Týmy po skončení základní části postoupily do playoff. Ze soutěže se nesestupovalo.

## Systém soutěže
V základní části každé družstvo odehrálo 6 zápasů (1x venku a 1x doma). Všechny týmy po skončení základní části postoupily do playoff. Semifinále a finále se hrálo na 2 vítězné utkání, poražené týmy v semifinále odehráli jeden zápas o třetí místo.

## Základní část
| Vysvětlivka            |
| ---------------------- |
| Postupující do playoff |

| Poř. | Tým                | Z | V | VP | PP | P | VG | OG | B  |
| ---- | ------------------ | - | - | -- | -- | - | -- | -- | -- |
| 1.   | KHL Medveščak II   | 6 | 5 | 0  | 0  | 1 | 42 | 16 | 15 |
| 2.   | KHL Mladost Zagreb | 6 | 5 | 0  | 0  | 1 | 71 | 21 | 15 |
| 3.   | KHL Zagreb         | 6 | 2 | 0  | 0  | 4 | 33 | 48 | 6  |
| 4.   | KHL Sisak          | 6 | 0 | 0  | 0  | 6 | 13 | 74 | 0  |

## Playoff

### Pavouk
|  | Semifinále | Semifinále         | Semifinále |  |  | Finále | Finále             | Finále |
|  |            |                    |            |  |  |        |                    |        |
|  | 1          | KHL Medveščak II   | 2          |  |  |        |                    |        |
|  | 4          | KHL Sisak          | 0          |  |  |        |                    |        |
|  |            |                    |            |  |  | 1      | KHL Medveščak II   | 2      |
|  |            |                    |            |  |  | 2      | KHL Mladost Zagreb | 0      |
|  | 2          | KHL Mladost Zagreb | 2          |  |  |        |                    |        |
|  | 3          | KHL Zagreb         | 0          |  |  |        |                    |        |

### Semifinále
- KHL Medveščak II – KHL Sisak 2:0 (16:5,16:5)
- KHL Mladost Zagreb – KHL Zagreb 2:0 (8:6, 11:4)

### O třetí místo
- KHL Zagreb – KHL Sisak 13:4

### Finále
- KHL Medveščak II – KHL Mladost Zagreb 2:0 (5:2,6:3)